# Aigremont, Haute-Marne
Aigremont är en kommun i departementet Haute-Marne i regionen Grand Est (tidigare regionen Champagne-Ardenne) i nordöstra Frankrike. Kommunen ligger i kantonen Bourbonne-les-Bains som tillhör arrondissementet Langres. År 2022 hade Aigremont 26 invånare.

## Befolkningsutveckling
Antalet invånare i kommunen Aigremont
| Referens: INSEE |